# Michael Fincke
Edward Michael "Mike" Fincke est un astronaute américain né le 14 mars 1967. Il est sélectionné en tant qu'astronaute par la Nasa en 1996.

## Biographie

### Études
Ses parents sont Edward et Alma Fincke.
M. Fincke est diplômé de l'académie de Sewickley en Pennsylvanie, en 1985. Il a fréquenté le Massachusetts Institute of Technology grâce à une bourse des officiers de réserve de l'armée de l'air et a obtenu en 1989 une licence en aéronautique et astronautique ainsi qu'une licence en sciences de la Terre, de l'atmosphère et des planètes. Après avoir obtenu son diplôme au MIT en 1989, Fincke a participé à un programme d'échange d'été avec l'Institut d'aviation de Moscou en Union soviétique, où il a étudié la cosmonautique. Il obtient ensuite un Master of Science en aéronautique et astronautique à l'université Stanford en 1990, puis un second Master of Science en géologie planétaire à l'université de Houston-Clear Lake en 2001. Il fréquente également l'El Camino College à Torrance, en Californie, où il étudie le japonais et la géologie.

### Carrière militaire
Après avoir obtenu son diplôme à l'université de Stanford en 1990, Fincke s'est engagé dans l'armée de l'air américaine, où il a été affecté au centre des systèmes spatiaux et de missiles de l'armée de l'air, à la base aérienne de Los Angeles, en Californie. Il y a été ingénieur en systèmes spatiaux et ingénieur en essais spatiaux. En 1994, après avoir terminé l'école des pilotes d'essai de l'armée de l'air américaine, à la base aérienne d'Edwards en Californie, Fincke a rejoint le 39e escadron d'essais en vol, à la base aérienne d'Eglin en Floride, où il a travaillé en tant qu'ingénieur-pilote d'essais en vol sur les avions F-16 et F-15. En janvier 1996, il est affecté au Centre d'essais de Gifu, sur la base aérienne de Gifu au Japon, où il travaille sur  les essais en vol du programme commun de chasseur XF-2. En 2005, Fincke avait accumulé plus de 800 heures de vol dans plus de 30 types d'avions différents et avait le grade de colonel,

### Carrière à la NASA
Fincke est sélectionné astronaute dans le groupe 16 de la NASA, en 1996.
Il rejoint le Centre spatial Johnson en août 1996. Après deux années d'entraînement et d'évaluation, il a été affecté à des tâches techniques au sein de l'Astronaut Office Station Operations Branch en tant que communicateur avec les équipages de la Station spatiale internationale (ISS CAPCOM), membre de l'équipe de soutien aux équipages en Russie et chef de l'équipe chargée des procédures de l'équipage de la Station spatiale internationale.
En juillet 1999, Fincke a été nommé membre d'équipage de réserve pour l'expédition 4 de la station spatiale internationale. En outre, il a aussi été dans la réserve de à l'expedition 6 de l'ISS et est qualifié pour voler en tant qu'ingénieur de vol sur le vaisseau spatial russe Soyouz. Il a été le commandant de la deuxième mission NEEMO (NASA Extreme Environment Mission Operations), au cours de laquelle il a vécu et travaillé sous l'eau pendant 7 jours en mai 2002.
En 2013, Fincke a participé à un entraînement spéléologique CAVES de l'ESA en Sardaigne, aux côtés de Soichi Noguchi, Andreas Mogensen, Nikolai Tikhonov, Andrew Feustel et David Saint-Jacques.

#### Expédition 9
Il est ingénieur de vols de l'Expédition 9 (du 18 avril au 23 octobre 2004), réalisant l'aller-retour à bord du vol Soyouz TMA-4.
Fincke est le commandant de l'équipage de réserve pour l'expédition 13 et l'expédition 16.

#### Expédition 18
Il est commandant de l'Expédition 18 du 14 octobre 2008 au 8 avril 2009. L'aller-retour est effectué à bord du vol Soyouz TMA-13.

#### STS-134
Il fait également partie du dernier vol de la navette spatiale Endeavour à destination de la Station spatiale internationale au sein de la mission STS-134.

#### Commercial Crew Program et CST-100-Starliner
Il est assigné pilote de Boe-CFT, première mission du vaisseau CST-100 Starliner de Boeing, en janvier 2019, après qu'Eric Boe se soit retiré de cette mission. Il est finalement affecté à l'équipage de réserve de Boe-CFT, et pilote de la mission suivante, Boeing Starliner-1.

## Apparitions médiatiques
Fincke a été invité dans le dernier épisode de Star Trek : Enterprise aux côtés de son collègue astronaute Terry Virts.
Il est également apparu dans les extras du Blu-ray de Star Trek : Premier Contact, parlant de ce que c'est que de travailler dans l'espace et de la façon dont Star Trek influence les gens à croire en la magie des voyages spatiaux.
Fincke est apparu dans la vidéo des Wiggles Around the Clock (2006), faisant la démonstration d'une combinaison spatiale.
Fincke a fait sa propre voix dans l'épisode « Buster Spaces Out » de la saison 14 d'Arthur.
Fincke est également apparu dans Man on a Mission : Richard Garriott's Road to the Stars, un documentaire basé sur la mission spatiale de Richard Garriott, qu'il a accompagné vers l'ISS en 2008.